# James Hanlon
James Hanlon (New York, 1966) is een Amerikaans acteur, filmproducent en filmregisseur.

## Biografie
Hanlon werd geboren in de borough The Bronx van New York. Hij haalde zijn diploma in journalistiek en mediastudies en werkte van 1989 tot en met 1994 als journalist. Na zijn baan als journalist ging hij als brandweerman werken in de stad New York. Na deze baan werd hij acteur, filmproducent en filmregisseur.

## Filmografie

### Films
- 2009 Taking Woodstock – als politieagent
- 2004 Raising Helen – als maitre d'
- 2000 Joe Gould’s Secret – als Mike de politieagent
- 2000 The Bookie's Lament – als Joey C.
- 1999 Bringing Out the Dead – als brandweerman
- 1997 Lesser Prophets – als politieagent
- 1995 Zoya – als brandweerman

### Televisieseries
Uitgezonderd eenmalige gastrollen.
- 2011-2013 Person of Interest – als rechercheur James Stills – 2 afl.
- 2011 The Protector – als rehcercheur Van Stone – 6 afl.
- 2009-2010 Cold Case –als rechercheur Pierson – 5 afl.

### Filmproducent
- 2016 9/11: Fifteen Years Later – documentaire
- 2011 9/11: 10 Years Later – documentaire
- 2011 Compulsion – korte film
- 2011 Philippe's Sandwich – korte film
- 2007 Popwhore: A New American Dream – documentaire
- 2002 9/11 – documentaire

### Filmregisseur
- 2014-2020 NCIS: Los Angeles – televisieserie – 15 afl.
- 2018 Animal Kingdom – televisieserie – 1 afl.
- 2018 Station 19 – als televisieserie – 1 afl.
- 2018 Chicago Fire – televisieserie – 1 afl.
- 2016 9/11: Fifteen Years Later – documentaire
- 2011 9/11: 10 Years Later – documentaire
- 2011 Philippe’s Sandwich – korte film
- 2007 Popwhore' A New American Dream – documentaire
- 2002 9/11 – documentaire

## Prijzen

### New York International Independent Film & Video Festival
- 2007 in de categorie Beste Regisseur met de documentaire Popwhore: A New American Dream - gewonnen.
- 2007 in de categorie Beste Documentaire met de documentaire Popwhore: A New American Dream - gewonnen.

### Primetime Emmy Awards
- 2002 in de categorie Uitstekende Non-Fiction Special met de documentaire 9/11 - gewonnen.
- 2002 in de categorie Uitstekend Filmwerk met een Non-Fiction Special met de documentaire 9/11 - genomineerd.

### Satellite Awards
- 2003 in de categorie Special DVD Award met de documentaire 9/11 - gewonnen.

- Bibliothèque nationale de France: cb144703627 (data)
- Gemeinsame Normdatei: 1089435487
- International Standard Name Identifier: 0000 0001 1719 7450
- Library of Congress Control Number: no2011075608
- Nationale Bibliotheek van Israël: 987007447295505171
- Nederlandse Thesaurus van Auteursnamen: 240788508
- Système universitaire de documentation: 075921081
- Virtual International Authority File: 164970898
- WorldCat: E39PBJyRrM4D8fCBBqjy3bdxXd